# Ronde van Limburg
Il Ronde van Limburg (it.: Giro del Limburgo) è una corsa in linea di ciclismo su strada maschile che si disputa annualmente nella provincia del Limburgo, in Belgio, in due prove: una per la categoria Elite e una per la Under-23. Dal 2012 fa parte del calendario dell'UCI Europe Tour come evento di classe 1.2. Nel 2014 è stato promosso a evento di categoria 1.1.

## Albo d'oro
Aggiornato all'edizione 2025.
| Anno      | Vincitore              | Secondo               | Terzo                  |
| --------- | ---------------------- | --------------------- | ---------------------- |
| 1919      | Henri Moerenhout       | Louis Budts           | Edmond Van Heyneghem   |
| 1920-32   | non disputato          | non disputato         | non disputato          |
| 1933      | Frans Bonduel          | Alfons Deloor         | Maurice Croons         |
| 1934      | Louis Roels            | Odile Van Eenoghe     | Gustaaf Van Slembrouck |
| 1935      | Frans Van Hassel       | Jozef Huts            | Auguste Van Tricht     |
| 1936      | Michel D'Hooghe        | Marcel Van Schil      | Ernest Plackaert       |
| 1937      | Alphons Schepers       | Jozef Huts            | Mathieu Cardinaels     |
| 1938      | Jos Huts               | Edwards Vissers       | Frans Gahy             |
| 1939      | Frans Spiessens        | Alberto T'Jolyn       | Marcel Claes           |
| 1940      | non disputato          | non disputato         | non disputato          |
| 1941      | Albert Dubuisson       | Achiel Buysse         | Georges Claes          |
| 1942      | Gustave Van Overloop   | Achiel Buysse         | Eugène Jacobs          |
| 1943      | Marcel Kint            | Achiel Buysse         | André Declerck         |
| 1944      | Ernest Sterckx         | Sylvain Grysolle      | Edward Van Dijck       |
| 1945      | Éloi Meulenberg        | Pol Verschueren       | Edward Van Dijck       |
| 1946      | Edward Van Dijck       | Roger Cnockaert       | Edward Peeters         |
| 1947      | Georges Claes          | Maurice Mollin        | Emile Goutier          |
| 1948      | Karel Leysen           | Stan Verschueren      | Pol Verschueren        |
| 1949      | Rik Van Steenbergen    | Gérard Buyl           | Frans Leenen           |
| 1950      | Jean Bogaerts          | Edward Peeters        | Jacques Dupont         |
| 1951      | Henri Serin            | Lode Anthonis         | Joseph Verhaert        |
| 1952      | Roger Decorte          | Karel De Baere        | Ernest Sterckx         |
| 1953      | Gaston De Wachter      | Frans Loyaerts        | Jos De Feyter          |
| 1954      | Edward Peeters         | Ludo Van Der Elst     | Jan Storms             |
| 1955      | Ernest Sterckx         | Karel Van Dormael     | Désiré Keteleer        |
| 1956      | Frans Schoubben        | Karel Van Dormael     | Jean Van Gompel        |
| 1957      | Willy Vannitsen        | Emile Severeyns       | Jan Huyskens           |
| 1958      | Roger Baens            | Jean Vermaelen        | Guillaume Hendrickx    |
| 1959      | Valeer Paulissen       | Gérard Vergossen      | Piet van de Brekel     |
| 1960      | Willy Vannitsen        | Frans Aerenhouts      | Georges Mortiers       |
| 1961      | Martin Van Geneugden   | Willy Schroeders      | Raymond Impanis        |
| 1962      | Peter Post             | Jos Wouters           | Jozef Verachtert       |
| 1963      | Jos Wouters            | Jo de Haan            | Ludo Janssens          |
| 1964      | Jos Dewit              | Jozef Verachtert      | Ludo Troonbeeckx       |
| 1965      | Georges Vanconingsloo  | Reindert de Jong      | Roger Deconinck        |
| 1966      | Fernand Deferm         | Georges Vanconingsloo | Jean-Baptiste Claes    |
| 1967      | Edward Sels            | Theo Mertens          | Fernand Deferm         |
| 1968      | Leo Duyndam            | Patrick Sercu         | Alfons De Bal          |
| 1969      | Willy Vekemans         | Jos van der Vleuten   | Valere Van Sweevelt    |
| 1970      | Jan van Katwijk        | Georges Vanconingsloo | Raphaël Hooyberghs     |
| 1971      | non disputato          | non disputato         | non disputato          |
| 1972      | Jos Abelshausen        | Frans Verbeeck        | Raphaël Hooyberghs     |
| 1973      | Jos Abelshausen        | Frans Verhaegen       | Jean-Pierre Berckmans  |
| 1974      | Frans Verbeeck         | Roger De Vlaeminck    | Bernard Bourguignon    |
| 1975      | Guido Van Sweevelt     | Cees Priem            | Walter Godefroot       |
| 1976      | Frans Van Looy         | Benny Schepmans       | Willem Peeters         |
| 1977      | Marcel Laurens         | Rik Van Linden        | Benny Schepmans        |
| 1978      | Willem Peeters         | Emiel Gijsemans       | Rudy Pevenage          |
| 1979      | Guido Van Sweevelt     | Gerrie Knetemann      | Dirk Heirweg           |
| 1980      | Daniel Willems         | Paul Wellens          | Jos Jacobs             |
| 1981      | Ludwig Wijnants        | Heddie Nieuwdorp      | Leo van Vliet          |
| 1982      | Werner Devos           | Jan Bogaert           | Fons De Wolf           |
| 1983      | Rudy Matthijs          | Henk Lubberding       | William Tackaert       |
| 1984      | Noël Dejonckheere      | Leo van Vliet         | Benny Van Brabant      |
| 1985      | Eric Vanderaerden      | Ron Snijders          | Jan Bogaert            |
| 1986      | Ad Wijnands            | Peter Hoondert        | Frank Van De Vijver    |
| 1987      | Wim Arras              | Jean-Paul van Poppel  | Willy Engelbrecht      |
| 1988      | Eric Vanderaerden      | Peter Pieters         | Willem Van Eynde       |
| 1989      | Jerry Cooman           | John Vos              | Eric Vanderaerden      |
| 1990      | Eddy Planckaert        | Benny Van Brabant     | Uwe Raab               |
| 1991      | non disputato          | non disputato         | non disputato          |
| 1992      | Jans Koerts            | Jo Planckaert         | Benny Van Brabant      |
| 1993      | Patrick Van Roosbroeck | Hendrik Redant        | Danny Nelissen         |
| 1994      | Marc Wauters           | Stéphane Hennebert    | Frank Corvers          |
| 1995-2011 | non disputato          | non disputato         | non disputato          |
| 2012      | Kevin Claeys           | Rick Zabel            | Klaas Vantornout       |
| 2013      | Olivier Chevalier      | Kevin Claeys          | Huub Duyn              |
| 2014      | Mathieu van der Poel   | Paul Martens          | Gregory Henderson      |
| 2015      | Björn Leukemans        | Dimitri Claeys        | Wouter Mol             |
| 2016      | Kenny Dehaes           | Tom Boonen            | Timothy Dupont         |
| 2017      | Wout Van Aert          | Dorian Godon          | Gianni Vermeersch      |
| 2018      | Mathieu van der Poel   | Nacer Bouhanni        | Tim Merlier            |
| 2019      | Eduard Michael Grosu   | Simone Consonni       | Lasse Norman Hansen    |
| 2020      | non disputato          | non disputato         | non disputato          |
| 2021      | Tim Merlier            | Daniel McLay          | John Degenkolb         |
| 2022      | Arnaud De Lie          | Simone Consonni       | Danny van Poppel       |
| 2023      | Gerben Thijssen        | Caleb Ewan            | Stanisław Aniołkowski  |
| 2024      | Dylan Groenewegen      | Maurice Ballerstedt   | Arnaud De Lie          |
| 2025      | Milan Fretin           | Simon Dehairs         | Milan Menten           |